# 聖セバスティアヌス (ボッティチェッリ)
『聖セバスティアヌス』（せいセバスティアヌス、イタリア語: San Sebastiano) は、1474年にフィレンツェのサンタ・マリア・マッジョーレ教会のために制作された、イタリアのルネサンス期の画家サンドロ・ボッティチェッリによるキリスト教の聖人、聖セバスティアヌスの名を冠した絵画である。ベルリン絵画館に所蔵されている。

## 批判と影響力
ケネス・クラークは、この絵画を素晴らしいものと見なしたが、それは古典的な彫刻に見られる、調和のとれた休息の精神に近いものがあるとしたためだった。
50年以上もの間、ドナテッロのダヴィデ像を継ぐ作品がなかった理由は、いくつかある・・・さらに一つは、フィレンツェ人の気質に内在する落ち着きのなさである。 アポロンは、静的である。その仕草は威厳があり穏やかである。しかし、フィレンツェ人は動きを愛していた。より暴力的であるほど良いのである。クワトロチェント（1400年代）後期の裸体像の二人の偉大な巨匠、ポッライオーロとボッティチェッリは、格闘しているヘラクレス、または空を飛ぶ天使のエネルギーか、恍惚とした動きを具象化することに関心があり、ボッティチェッリは『聖セバスティアヌス』で一度だけ見事な休息中の裸体像を作り上げている。
ライナー・マリア・リルケの詩「サンクト・セバスチャン (聖セバスティアヌス)」（ノイエ・ゲディヒテ、1907年）は、リルケの翻訳者J.B. ライシュマンとジェーン・デイヴィッドソン・リードが述べたように、ボッティチェッリの絵画と、描写と雰囲気において密接に対応しているようである。